# アリニャーノ
アリニャーノ（伊: Arignano）は、イタリア共和国ピエモンテ州トリノ県にある基礎自治体（コムーネ）。

## 地理

### 位置・広がり

#### 隣接コムーネ
隣接するコムーネは以下の通り。括弧内のATはアスティ県所属を示す。
- アンデゼーノ
- キエーリ
- マレンティーノ
- モンベッロ・ディ・トリーノ
- モンクッコ・トリネーゼ (AT)
- リーヴァ・プレッソ・キエーリ

## 行政

### 分離集落
アリニャーノには、以下の分離集落（フラツィオーネ）がある。
- Moano, Oriassolo, Tetti Chiaffredo, Tetti Gianchino

## 姉妹都市
- Comillas、スペイン